# Adam Cotton
Adam Cotton (ur. 26 stycznia 1992) – brytyjski lekkoatleta specjalizujący się w biegach średnich.
W 2009 i 2010 startował w biegu na 800 metrów, bez sukcesów, kolejno podczas mistrzostw świata juniorów młodszych i mistrzostw świata juniorów. Złoty medalista mistrzostw Europy juniorów w biegu na 1500 metrów z Tallinna (2011). 
Rekordy życiowe: bieg na 800 metrów – 1:48,30 (20 czerwca 2010, Bedford); bieg na 1500 metrów – 3:41,33 (11 czerwca 2011, Watford). 

## Osiągnięcia
| Rok  | Impreza                               | Miejsce          | Konkurencja    | Pozycja    | Wynik   |
| ---- | ------------------------------------- | ---------------- | -------------- | ---------- | ------- |
| 2009 | Mistrzostwa świata juniorów młodszych | Tyrol Południowy | bieg na 800 m  | półfinał   | 1:52,98 |
| 2010 | Mistrzostwa świata juniorów           | Moncton          | bieg na 800 m  | półfinał   | 1:50,25 |
| 2011 | Mistrzostwa Europy juniorów           | Tallinn          | bieg na 1500 m | 1. miejsce | 3:43,98 |